# Marko Butina
Marko Butina, slovenski slikar, ilustrator in restavrator, * 28. februar 1950, Maribor, † 19. maj 2008, Ohrid.

## Življenje in delo
Leta 1976 je diplomiral na Akademiji za likovno umetnost v Ljubljani. Prvo leto je študiral na oddelku za kiparstvo, nato pa na oddelku za slikarstvo pri prof. Kiarju Mešku in prof. Janezu Berniku. Leta 1979 je končal še magisterski podiplomski študij iz restavratorstva pri prof. Francu Kokalju. Študijsko je dlje časa bival na Poljskem in v Parizu. Leta 1987  se je zaposlil na Restavratorskem centru pri Zavodu za varstvo kulturne dediščine, kjer je bil pred smrtjo vodja ateljeja za stensko slikarstvo.
Svojo ljubezen do slikanja je prenašal tudi kot pedagog pri likovnem pouku na osnovnih šolah in predavatelj likovne kompozicije na fotografski smeri Centra strokovnih šol. Prav tako je poučeval likovno teorijo na Fakulteti za naravoslovje in tehnologijo. Od leta 1999 do 2005 je poučeval predmet ateljejsko risanje na Visoki šoli za risanje in slikanje v Ljubljani.

Kot slikar je od leta 1975 doživel več kot trideset samostojnih razstav, posvečal pa se je tudi ilustraciji in sodeloval z revijama Mladina in Pionirski list. Objavil je več stripov, njegov ilustratorski opus pa obsega prek 100 objavljenih del. Risanju se je posvečal tudi kot pisec, prav tako pa je vodil šolo stripa.